# FarSight Studios
FarSight Studios mit Sitz in Big Bear Lake, einer Stadt in den San Bernardino Mountains im Süden des US-Bundesstaats Kalifornien, ist ein amerikanischer Computerspielentwickler.

## Unternehmensgeschichte
Die Wurzeln von FarSight Studios reichen bis in das Jahr 1988 zurück, als Jay Obernolte während seines CalTech-Studiums aufgrund einer Anzeige an einem schwarzen Brett erste Erfahrung in der Spieleentwicklung sammelte. Eines der frühen Spiele ist die Sammlung Action 52 (1993) für Sega Mega Drive. Im Folgejahr wurde das Football-Spiel NFL '95 mit Joe Montana auf dem Cover veröffentlicht, das als erster „Platinum Seller“ des Hauses gilt.
Das Unternehmen ist vor allem für seine realistischen Umsetzungen von Flipperautomaten bekannt, für die die echten Flipper gekauft und auseinandergenommen werden. Im Jahr 2012 wurde das Spiel The Pinball Arcade von der TV-Sendung X-Play (G4TV) als „Mobile Game of the Year“ ausgezeichnet.
Eigenen Angaben auf der Firmenwebsite zufolge wurden die hauseigenen Spiele u. a. von Electronic Arts, Sierra Entertainment, Konami, THQ, Midway Games, Atari, Warner Brothers, Mattel, 505 Games und Virgin Interactive veröffentlicht.

## Veröffentlichungen (Auswahl)
- David Crane’s Amazing Tennis (Mega Drive, 1992)
- Action 52 (Mega Drive, 1993)
- NFL '95 (Mega Drive, 1994)
- NCAA Football 99 (PC, 1998)
- ESPN NFL Prime Time 2002 (Playstation 2, Xbox, PC, 2001)
- Scarface: Money. Power. Respect. (Playstation Portable, 2006)
- Backyard Baseball '09 (Playstation 2, Xbox 360, PC, Wii, 2008)
- The Pinball Arcade (Xbox One, 2014; Wii U, 2016; Nintendo Switch, 2018)
- Party Arcade (Nintendo Switch, 2018)
- PBA Pro Bowling (Xbox One, Playstation 4, Nintendo Switch, 2019)